# 塔拉航空197號班機空難
塔拉航空197號班機/雪人航空1199號班機是一班由塔拉航空執飛（實際為其子公司雪人航空機材執飛）從柏克拉起飛前往卓姆索姆的尼泊爾國內定期航班（機型：DHC-6-300雙水獺，國籍標誌及登記號碼：9N-AET）。2022年5月29日上午9時55分起飛，約10點07分後便與航管失去聯繫，經過搜尋後在靠近目的地卓姆索姆的木斯塘（Mustang）地區墜毀。飛機失聯後當地相關部門隨即發動直升機及地面人員進行搜索，由於天氣狀況惡劣，當局暫停搜救直至30日天氣好轉才尋獲失事現場。此空難造成機上22名人員全數罹難。也是塔拉航空自2016年塔拉航空193号班机空难以來，死傷人數最多的空難。

## 事故
2022年5月29日，尼泊尔塔拉航空公司的9N-AET航班计划在博卡拉-乔姆松-博卡拉(Pokhara-Jomsom-Pokhara)航段执行三次飞行。塔拉航空还向同一航段申请了两次额外的包机航班飞行计划。早晨，佐莫索姆機場的天气多云并伴有小雨，因此自早晨以来未进行任何航班，并且塔拉航空和Summit Air的大部分乘客已经在机场等待。
佐莫索姆機場于上午9:06开放，塔拉航空决定执行第一次计划航班。该航班原计划在另一航班SMT 601之前起飞，但由于目视飞行不利的天气，以及来自的Summit Air 9N-AKZ的飞行员报告稱雷特(Lete)和塔托帕尼(Tatopani)周围有恶劣天气，導致机长仍然犹豫不决。但是在驾驶舱语音记录器中观察到，有人（可能是地面工作人员或者机组的熟悉乘客）强烈建议飞行员执行该航班。在9N-AKZ飞行员的报告后，两个航班都启动了引擎。即使引擎已經啓動，但塔拉航班的飞行员仍然犹豫不决，并因为无法完全信任先前飞行报告的天气情况而推迟了滑行。与此同时，SMT 601已经准备好起飞前往乔姆松，而塔拉航班197最终也准备好了起飞。
飞机于当地时间上午9:55从柏克拉機場起飞，並计划在上午10:15降落于佐莫索姆機場。飞越Ghodepani后，飞行员对途中多云的天气感到不安，并对其他飞行员在如此不利天气中进行Visual Flight目视飞行的行为表示不满。飞机在途中多云天气中，机组不断尝试避开云层，但在地形规避和警告系统被禁用的情况下，飞机在木斯塘Thasang-2海拔4050米的坠毁。其最后位置距离佐莫索姆機場西南14.26公里处。

## 涉事飛機
涉事航機機型為DHC-6-300雙水獺，1979年出廠配置了兩具普拉特&惠特尼．加拿大 PT6A-27渦輪扇發動機。最多可以搭載22名乘員。

### 機組員與乘客
| 國籍   | 乘客人數 | 機組員人數 | 總計 |
| ------ | -------- | ---------- | ---- |
| 尼泊尔 | 13       | 3          | 16   |
| 印度   | 4        | 0          | 4    |
| 德国   | 2        | 0          | 2    |
| 總計   | 19       | 3          | 22   |